# Wojciech Omulecki
Wojciech Tomasz Omulecki (ur. 14 marca 1954) – polski okulista, profesor medycyny w zakresie chorób oczu. 
Dyplom lekarski, doktorat i habilitację zdobywał na Akademii Medycznej w Łodzi (obecnie Uniwersytet Medyczny), gdzie sprawuje funkcję kierownika I Katedry Chorób Oczu. Równocześnie jest kierownikiem Oddziału Klinicznego Okulistyki w Uniwersyteckim Szpitalu Klinicznym nr 1 im. N.Barlickiego w Łodzi.
W latach 2010–2016 był przewodniczącym Polskiego Towarzystwa Okulistycznego. Członek komitetu redakcyjnego kwartalnika naukowego Klinika Oczna (oficjalne pismo Polskiego Towarzystwa Okulistycznego) oraz członek londyńskiego International Intra-Ocular Implant Club.